# Рей (Звёздные войны)
Рей (англ. Rey), позднее именовала себя Рей Скайуокер (англ. Rey Skywalker), — персонаж вселенной «Звёздные войны». Главная героиня седьмого, восьмого и девятого эпизодов саги. Впервые фигурирует в качестве одного из протагонистов фильма «Звёздные войны: Пробуждение силы» в исполнении английской актрисы Дейзи Ридли.

## Создание персонажа
Дейзи Ридли была утверждена на роль Рей 29 апреля 2014 года, трейлер с её участием появился 28 ноября того же года. Имя персонажа было раскрыто на сайте Entertainment Weekly. Режиссёр Дж. Дж. Абрамс заявил, что фамилия персонажа не будет освещена преднамеренно.
Ещё до премьеры фильма по слухам в сети интернет имя героини было Кира, а её родителями фанаты считают Хана Соло и Лею Органу. В официальном тизере «Звёздные войны: Пробуждение силы» Люк Скайуокер, исходя из видео ряда, обращается к Рей, говоря, что сила всегда присутствовала в его семье, у его отца (Дарта Вейдера), у него, его сестры (Леи Органы) и у неё.
В интервью The Red Bulletin актриса рассказала, что никогда не являлась поклонницей «Звёздных войн».

## Биография
Внучка свергнутого Галактического Императора Шива Палпатина, унаследовавшая от него могущество в Силе, Рей была в 5 лет брошена на Джакку своими родителями. Стремясь скрыть Рей от возродившегося тёмного лорда ситхов, жаждавшего её найти, они отдали Рей Ункару Платту, а сами погибли. Всё последующее время она жила в подбитом AT-AT, не подозревая о своём происхождении и потенциале в Силе. Рей научилась выживать, добывая и очищая мусор для продажи. Навыки Рей в сборе мусора заслужили уважение многих торговцев, в частности Ункара Платта. Платт приказал головорезам не воровать товары Рей, потому что она была ценным источником добычи мусора. Со временем Рей узнала приёмы самозащиты, которые были необходимы для выживания на Джакку.
Однажды Рей разыскивала мусор и наткнулась на старый симулятор полёта. Она взяла симулятор с собой обратно в AT-AT и использовала его, чтобы развлечься и узнать, как управлять кораблём. Рей хранила старый шлем пилота повстанцев, который нашла во время одного из своих первых походов на кладбище из мусора. Шлем принадлежал капитану Досмит Рэ из Тиерфонских жёлтых асов. Рей придумывала истории о том, кем была Рей и с какой же планеты она прибыла на Джакку. В возрасте 10 лет она сделала куклу из униформы пилота, которую нашла в грузовом контейнере. Она надевала шлем и исследовала с куклой AT-AT и окрестности. Ей хотелось найти потерянных повстанцев и вернуть их обратно на их корабли.

### Встреча с BB-8 и Финном
Через тридцать лет после битвы при Эндоре Рей увидела протестующего дроида-астромеханика BB-8, которого пытался захватить мусорщик Тидо. Она освободила дроида и указала ему путь в поселение, но BB-8 был настойчив и остался с Рей. Пара вернулась к заставу Ниима, где Рей попыталась продать лом Ункару Платту в обмен на пайки. Увидев BB-8, Платт быстро предложил за него большую сумму рационов. Рей подумала над предложением, но в конечном итоге решила оставить BB-8 и помочь ему. Раздражённый и удивлённый Платт отправил вслед за Рей пару своих приспешников, чтобы забрать дроида насильно.
Приспешники Платта напали на Рей, когда она проходила через заставу, но в бою с девушкой потерпели полное поражение. После этого BB-8 увидел бывшего штурмовика Финна, знакомого с владельцем дроида, пилотом Сопротивления По Дэмероном. BB-8 увидел, что на Финне куртка его владельца, и сообщил об этом Рей, в результате чего та приняла бывшего штурмовика за вора и напала на него. Не желая разделить судьбу приспешников Платта, Финн был вынужден солгать, что является бойцом Сопротивления и товарищем Дэмерона. Вскоре на планету прибыл Первый орден, чтобы найти BB-8 и узнать от него местонахождение Люка Скайуокера, последнего из джедаев. Рей, Финн, и ВВ-8 удалось спастись на Тысячелетнем соколе", который Платт держал под брезентом, и отбиться от двух TIE истребителей, что преследовали их.
После побега с Джакку «Сокол» нуждался в большом ремонте. Два человека и дроид начали работать, чтобы это исправить. В то время как они занимались ремонтом, «Сокол» был пойман лучом захвата неизвестного корабля. Поначалу Финн и Рей думали, что их захватил Первый орден, однако вскоре встретили своих настоящих похитителей: Хана Соло и Чубакку, бывших владельцев судна. После столкновения с вражескими бандами, во время которого Рей случайно выпустила трёх рафтаров, Соло взял Рей, Финна, и BB-8 на планету Такодана, чтобы встретиться с Маз Канатой. Хан подарил Рей бластерный пистолет NN-14 и научил её им пользоваться.
Во дворце Канаты Сила привела Рей к световому мечу, который ранее принадлежал Энакину Скайуокеру и его сыну Люку (последний потерял его во время поединка в Облачном городе три десятилетия назад). Когда Рей коснулась меча, её посетили видения, события которых происходили в разное время и в разных местах. Она увидела Облачный город, где Люк сражался с Дартом Вейдером и потерпел поражение, образ Люка и R2-D2 рядом с объятым пламенем Храмом джедаев, собственное тело, лежащее в ночи под дождём, и Рыцарей Рен в окружении тел их жертв. Затем она увидела себя в детстве и корабль её родителей, покидающий Джакку, а также как она сама, маленькая, умоляла их вернуться. После этого Рей оказалась в снежном лесу, где пыталась уйти от Кайло Рена. После окончания видений Маз Каната рассказала Рей об этом световом мече и заявила, что он зовёт её. Напуганная видениями, Рей отказалась сохранить меч у себя и убежала в лес с BB-8.

### Захват Рей Кайло Реном
Когда Рей бежала через лес, Первый орден напал на Такодану. Во время нападения она убила трёх штурмовиков и столкнулась с Кайло Реном и выстрелила в него из бластера, но тот отбил её выстрелы и обездвижил при помощи Силы. Узнав, что она видела карту BB-8, Рен решил приостановить поиски дроида и вместо этого вытащить всю необходимую информацию из сознания Рей. Он лишил девушку сознания с помощью Силы и взял её с собой.
Кайло доставил Рей на базу «Старкиллер» и начал допрашивать её, пытаясь узнать от неё информацию о карте. Тем не менее, Тёмной стороне было трудно зондировать разум Рей из-за её чувствительности к Силе. Вскоре девушка смогла сама проникнуть в сознание Рена и почувствовать, что он боится никогда не достичь величия своего деда, Дарта Вейдера. Осознав свою чувствительность к Силе, Рей использовала обман разума на штурмовике-охраннике и заставила его отпустить себя. Затем Рей начала искать выход из базы «Старкиллер», скрываясь от её персонала при помощи Силы. В конечном итоге она столкнулась с Финном, Ханом Соло, и Чубаккой, которые прилетели, чтобы отключить генератор щита «Старкиллера» и спасти Рей.

### Рей против Кайло Рена
— Мы не договорили.
— Ты — монстр!

— Вот мы и одни! Хан Соло тебя не спасёт!— Рей и Кайло Рен перед выяснением отношений
Придя с Финном к генератору щита, чтобы заложить взрывчатку, Рей стала свидетелем того, как Соло попытался образумить Кайло Рена, и узнала, что молодой приспешник Тёмной стороны был его сыном, Беном. Вместо того, чтобы послушаться отца, Кайло позволил Тёмной стороне захлестнуть себя и пронзил грудь отца световым мечом. Потрясённые поступком Рена, Чуббака, Финн и Рей открыли по нему огонь, но вскоре были вынуждены покинуть базу, когда на место сражения прибыли штурмовики.
Несмотря на ранение из арбалета разгневанного Чубакки, Кайло нашёл в себе силы, чтобы в одиночку погнаться за сопротивленцами. Когда они столкнулись друг с другом в заснеженном лесу, Кайло отбросил Рей при помощи Силы и сразился с бывшим штурмовиком Первого ордена в дуэли на световых мечах. После того как Финн был ранен и обезоружен, Рен попытался притянуть к себе легендарный меч с помощью Силы, но тот полетел к Рей. Девушка начала биться с Кайло в поединке и, несмотря на кажущееся отсутствие подготовки, оказалась для него более чем достойным противником. Вскоре Кайло перешёл в наступление и оттеснил Рей на край пропасти. Он отметил, что Рей не хватало сноровки, и предложил научить её, но та без раздумий отказалась и призвала Силу, чтобы ранить и победить противника.
Тем не менее, Рей не смогла убить или арестовать Кайло, поскольку в результате атаки Сопротивления база «Старкиллер» начала разрушаться, и двух противников разделил разлом в земле. Рей взяла раненого Финна на «Сокол тысячелетия», где их уже ожидал Чубакка, и вместе со своими друзьями вернулась на базу Сопротивления — Ди’Куар, в системе Иллениум.

### Поиски Люка
По возвращении на базу Сопротивления Рей стала свидетельницей того, как пробудившийся R2-D2 показал остальную карту с координатами Люка Скайуокера. Попрощавшись с бессознательным Финном, Рей, Чубакка и R2-D2 отправились в путешествие к месту изгнания Люка — планете Эч-то — на «Соколе тысячелетия». Оставив около корабля Чуи и дроида, Рей пересекла остров, который ранее грезился ей в видениях, нашла Скайуокера и в знак надежды на спасение Галактики вернула ему его старый световой меч.

### Последние джедаи
Рей является одним из центральных персонажей в фильме «Звёздные войны: Последние джедаи».
Рей протягивает световой меч Люку, но он со злостью отбрасывает его и игнорируя попытки Рей завести разговор уходит. Она говорит ему, что она приехала от имени Леи и Сопротивления, чтобы привести его домой и положить конец борьбе с Первым Орденом. Люк отвергает её слова и спрашивает Рей, почему она лично приехала в Эч-то. Рей говорит ему, что она боится своих способностей и потенциала и поэтому она приехала к нему, чтобы он стал её наставником. Люк в конце концов соглашается дать Рей три урока Пути Джедая.
Благодаря этим урокам Рей демонстрирует огромную силу и явный соблазн к тёмной стороне Силы, что напомнило Люку Кайло Рена, который когда-то был его учеником.
Во время тренировок Рей чувствует связь через Силу с Реном, который говорит ей, что Люк пытался убить его, когда он был учеником мастера-джедая. Позднее Люк сказал ей, что у него было искушение убить Бена, когда он увидел, что тот попал под влияние Сноука, а также ему было видение боли и страданий, которые Бен мог всем причинить, но смягчился и оставил его в живых. В время одного из своих разговоров Рей и Рен протягивают друг другу руку и Рей говорит, что она чувствует конфликт внутри Рена и видит, что в будущем он решится вернуться на светлую сторону.
Рей ещё раз просит Люка пойти с ней и воссоединиться с Сопротивлением, но когда он отказывается, она вместе с Чубаккой и R2-D2 улетает с планеты без него. Когда Рей прилетает на корабль Первого ордена, чтобы найти Бена, он сам находит её и, взяв в плен, доставляет к Сноуку. Сноук говорит ей, что он специально создал связь Силы между ней и Реном, чтобы заманить её в ловушку и узнать местонахождение Люка.
Сноук пытает Рей и насмехается над ней, показывая атаку на транспортировщики Сопротивления и, после нескольких отчаянных попыток Рей убить его, приказывает Кайло Рену убить её. Рен вместо этого убивает Сноука, и они вместе сражаются с охранниками Сноука. После победы над охранниками Рен просит Рей присоединиться к нему и создать новый порядок отдельно от Первого Ордена и Сопротивления, но она отказывается. В попытке заставить её присоединиться Рен рассказывает то, что она уже давно знала, но не могла с этим смириться: родители Рей были торговцами — обычными мусорщиками —, которые продали её за выпивку и давно умерли. Несмотря на это, Рей отказывается присоединиться к нему и использует Силу, чтобы вызвать световой меч Энакина Скайуокера. Однако Рен делает то же самое, в результате чего происходит противостояние, которое в конечном счёте разрывает световой меч на две части. В этот самый момент лидер Сопротивления вице-адмирал Холдо сталкивает свой крейсер с кораблём Сноука, что приводит к взрыву, из-за которого Рей и Рен отлетают в разные стороны.
Позже выясняется, что Рей вернулась в «Сокол тысячелетия» и помогает Сопротивлению в борьбе с войсками Первого ордена. Несмотря на все свои усилия, Сопротивление проигрывает битву, и Рей сосредоточивает свои усилия на поиске выживших бойцов Сопротивления, чтобы помочь их эвакуировать. В конце концов она находит бойцов Сопротивления за тупиком и, используя Силу, отбрасывает завал из камней в сторону, тем самым спасая людей от штурма Первого ордена и указывает путь до «Сокола». Позже на борту «Сокола», Рей воссоединяется с Финном и Леей и впервые встречается с По Дэмероном. Рей чувствует смерть Люка через Силу и успокаивает Лею, сказав что он встретил свой конец с «миром и целью».
Рей спрашивает Лею, как они смогут восстановить Сопротивление из того, что осталось, и Лея, указывая на Рей, говорит, что теперь у них есть всё, что им нужно. Для Леи остаётся неизвестен тот факт, что Рей украла древние книги джедаев у Люка, прежде чем он решил сжечь их, что позволило ей самостоятельно изучить способы борьбы ордена Джедаев.

## Личность и черты характера
Проживая на Джакку, Рей собирала мусор и жила в одиночестве внутри обломков сбитого шагохода AT-AT, надеясь на возвращение своих родителей. Несмотря на долгие годы одиночества, она сострадала нуждающимся и дважды спасла BB-8 от воров, а затем оказала помощь Финну. Она испугалась своего первого видения Силы и не желала взять себе световой меч Скайуокера, но впоследствии с готовностью воспользовалась им, чтобы спасти жизнь Финна. В отличие от Кайло Рена, который часто подвергается приступам гнева и использует в бою свои эмоции, Рей держит свои чувства под контролем. Рей смогла одолеть Рена только с помощью Светлой стороны.

## Навыки и способности
Благодаря своей профессии мусорщика Рей имеет значительные познания в области техники. Она смогла отремонтировать «Сокол тысячелетия», который не летал в течение нескольких лет, и своими навыками впечатлила его бывшего капитана, Хана Соло. Рей — опытный пилот. Она смогла пролететь на «Соколе» через обломки звёздного разрушителя. Также Рей обладает навыками рукопашного боя, вероятно, из-за своего грубого воспитания. Её основное оружие — посох, с его помощью она смогла одолеть двух головорезов на Джакку, а также бывшего штурмовика Первого ордена Финна. Эти боевые навыки в сочетании с её чувствительностью к Силе помогли девушке успешно сражаться световым мечом. Несмотря на отсутствие джедайской подготовки, она была в состоянии нанести поражение Кайло Рену, магистру Рыцарей Рен, в дуэли на световых мечах. До битвы при Такодане Рей плохо знала, как обращаться с бластером, но быстро поняла, что к чему, и смогла сразить меткими выстрелами нескольких штурмовиков.
Рей одарена Силой и может использовать её приёмы, несмотря на отсутствие обучения. Она испытала видение Силы, коснувшись бывшего меча Энакина Скайуокера и его сына Люка. Также Рей смогла противостоять пытке разума Кайло Рена и воспользовалась своими навыками для того, чтобы прочитать его собственные мысли. После двух неудачных попыток Рей воспользовалась обманом разума на штурмовике для того, чтобы заставить его бросить на пол своё оружие и уйти, оставив дверь камеры открытой. Разыскивая выход с базы «Старкиллер», она воспользовалась приобретёнными ею навыками Силы, чтобы оставаться невидимой для стражи и персонала комплекса. Также она использовала телекинез, чтобы притянуть к себе легендарный меч Скайуокера и помешать Рену завладеть им. Связь Рей с Силой позволила ей победить Кайло Рена в дуэли на световых мечах, несмотря на его навыки и опыт. Впрочем, этой победе в немалой степени поспособствовало то, что Рен незадолго до этого получил серьёзное ранение от Чубакки.
Кроме того, Рей способна противостоять Тёмной стороне Силы. В частности, она решила сохранить жизнь побеждённому Кайло Рену, хотя Тёмная сторона нашёптывала девушке прикончить своего противника.

## Критика
Рей, как персонаж, получила признание со стороны критиков. Джо Моргенштерн описал персонажа, как «женщину-воина, стильно владеющей кунг-фу», которую молодая актриса исполнила с достоинством и талантом. Критик также заметил, что уже трудно себе представить, как выглядел фильм, если бы роль Рей выбрали другую актрису и смогла бы она, как Ридли, завоевать сердца зрителей своей непритязательной славой и спасать галактику. Ричард Роупер назвал введение персонажа Рей «прорывом» и описал персонажа, как «жёсткую, находчивую, умную и храбрую». Журналист Entertaiment Weekly Николь Сперлинг рассказывала о том, как её дочери после просмотра фильма стали чувствовать себя уверенными, заметив, что «они никогда не комментировали, миленькая Рей или нет, и им не разу не пришлось вздрогнуть от того, что Рей могла стать сексуальным объектом для какого-то негодяя, как это почти всегда случается с женскими персонажами в фильмах. Они лишь чувствовали, как от персонажа исходила сила и независимость».
Некоторые фанаты отрицательно отнеслись к персонажу, заметив, что она обладает излишними способностями и навыками и по этой причине является Мэри Сью. Однако ряд критиков не согласились с данным мнением, например Таша Робинсон из журнала The Verge заметила, что хоть персонаж и обладает признаками Мэри, но выдающиеся способности и талант типичны для других важных героев вселенной «Звёздных войн». Кэролайн Фрамке заметила, что Рей не выделяется более выдающимися способностями, чем тот же Люк Скайуокер и поэтому по её мнению ярлык «Мэри» является частью предвзятого отношения к героиням, так как мужскому зрителю комфортнее видеть женского персонажа в роли вторичной спутницы мужского героя или жертвы насилия/похищения. Похожего мнения придерживается и Нико Лэнг из Salon, он обвиняет сторонников мнения Мэри Сью в двойных стандартах, заметив, что мужские герои, также обладающие гипертрофированными способностями и талантами, никогда не подвергались сопоставимой критике и если бы Рей была мужчиной, никто бы даже не стал задумываться о «его» сравнении с Мери Сью. Дмитрий Шепелёв с сайта Игромания считает, что Рей — это воплощение древнего стереотипа «тысячеликого героя», она слишком архетипична, чтобы быть живым человеком и все три фильма словно проходит одну и ту же сюжетную арку, ровно, как и многие остальные персонажи в трилогии. Мэтью Кадиш с сайта Medium провёл подробный анализ характера Рей и её действий. Он пришёл к выводу, что в целом Рей попадает под большинство критериев Мери Сью, она идеализированный женский персонаж, отодвигающий на второй план остальных героев, у неё нет личности, она не развивается и сталкивается с минимальными препятствиями. Тем не менее Рей нельзя называть плохим персонажем, она одновременно демонстрирует множество качеств, которые вызвали симпатии у широкой зрительской аудитории и особенно детей. Негативная же критика исходит в основном из узкой категории зрителей старшего возраста, чьё взросление и формирование мировоззрений пришлось до эпохи «пост-феминистского кино», в итоге им сложно принять истории с женскими персонажами, обладающими качествами Мери Сью. Противники, яро отстаивающие несостоятельность Рей, как персонажа — Мери Сью, придерживаются мизогинных взглядов. Тем не менее Кадиш указал на проблему обратного характера: среди людей, защищающих Рей сформировалась противоположная «радикальная» группа, считающая, что любая критика Рей обусловлена исключительно её женским полом, то есть является формой сексизма, чем они оказывают персонажу медвежью услугу, тоже обесценивая образ. В итоге обе эти группы формируют зловредный симбиоз, подпитывая мировоззрения друг друга и отбрасывая тень на репутацию Рей.
Ещё до выпуска фильма многие фанаты проявили интерес к причёске героини, её сравнивали с причёской Леи Органы, и даже велись споры, сможет ли причёска Рей стать ещё популярнее, чем Леи. Дейзи Ридли также была номинирована на премию «Сатурн» в 2016 году как лучшая актриса.